# Mesanthura reticulata
Mesanthura reticulata är en kräftdjursart som beskrevs av Brian Frederick Kensley 1982. Mesanthura reticulata ingår i släktet Mesanthura och familjen Anthuridae. Inga underarter finns listade i Catalogue of Life.